# Joe Satriani

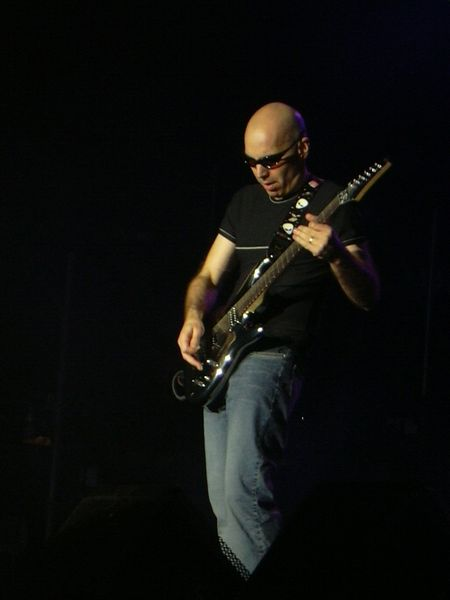
Joe Satriani in Chile, 2003

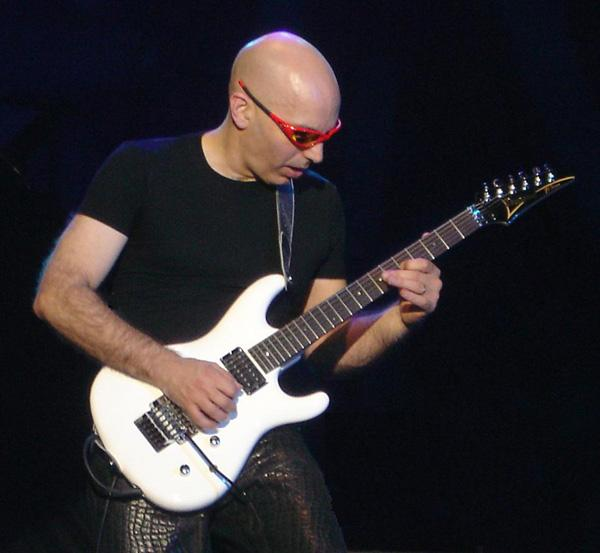
Satriani 2005

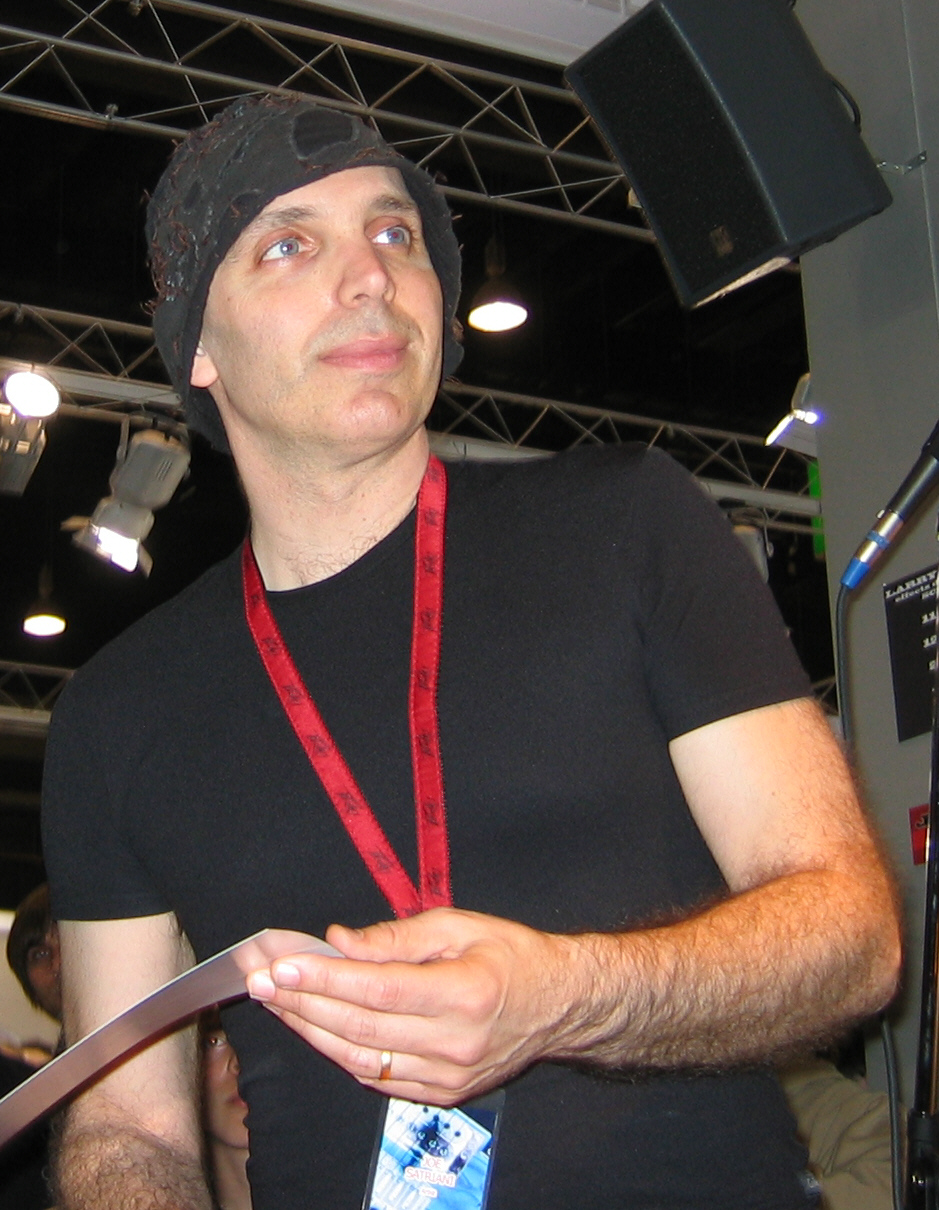
Satriani auf der Musikmesse in Frankfurt (2004)

Joseph „Joe“ Satriani (* 15. Juli 1956 in Westbury, Long Island, New York) ist ein US-amerikanischer Rockgitarrist und Komponist von Instrumentalmusik.

## Leben
Nachdem Joe Satriani einen Bericht über Jimi Hendrix zu dessen Todestag am 18. September 1970 gelesen hatte, begann er, im Alter von 15 Jahren – ähnlich wie Yngwie Malmsteen – sich selbst das Gitarrespielen beizubringen. Er erhielt auch für kurze Zeit Unterricht beim Jazzpianisten Lennie Tristano.
Einen festen Platz in der Musikszene von San Francisco gewann er in den frühen 1980ern. Satriani gab Gitarrenunterricht, unter anderem Kirk Hammett (später bei Metallica),  Larry LaLonde (Possessed und später bei Primus), Alex Skolnick (Testament) sowie Steve Vai, der ebenfalls einer der bekanntesten Gitarristen werden sollte.
Vom 1. bis zum 8. Dezember 1993 sowie vom 2. Juni bis 6. Juli 1994 ersetzte Satriani Ritchie Blackmore auf der The Battle Rages on-Tournee bei Deep Purple; offizielle Aufnahmen mit der Band wurden jedoch durch den bestehenden Plattenvertrag Satrianis verhindert. In Deutschland wurde Joe Satrianis Lied Cryin’ der breiten Öffentlichkeit durch die Sat.1-Sendung Ran bekannt, in der es als Hintergrundmusik benutzt wurde.
Im Jahre 1996 initiierte Satriani das All-Star-Gitarristenprojekt G3 gemeinsam mit Steve Vai und einem von Jahr zu Jahr abwechselnden dritten Gitarristen. Das G3 Projekt unternahm bis 2016 zehn Tourneen durch Europa, die USA und Asien.
Zusammen mit den beiden ehemaligen Mitgliedern von Van Halen, Sammy Hagar (Gesang) und Michael Anthony (Bass), sowie mit Chad Smith (Schlagzeuger der Gruppe Red Hot Chili Peppers) gründete Satriani die Supergroup Chickenfoot. Am 5. Juni 2009 brachten sie ihr erstes Album mit dem Titel Chickenfoot heraus, das Platz 4 der Billboard 200 erreichte. Am 23. September 2011 erschien nach dem Livealbum das zweite Studioalbum der Band, Chickenfoot III.

## Privates
Satriani ist seit 1981 mit der aus Singapur stammenden Rubina Satriani verheiratet. Sie haben den Sohn Z.Z. (Zachariah Zane), dem Joe Satriani auf Crystal Planet 1998 Z.Z.'s Song sowie die Mitautorenschaft an drei Liedern widmete. Z.Z. ist als Künstler tätig.

## Stil
Charakteristisch für sein Spiel sind sowohl seine sehr gesanglichen Melodielinien als auch seine Solopassagen, die oft durch sein schnelles, flüssiges Legatospiel gekennzeichnet sind, sowie der virtuose Einsatz von Tapping. Sein Tonmaterial bezieht er aus verschiedenen Skalen, wobei hier die von ihm am meisten gebrauchten die lydische und die mixolydische sowie die Bluestonleiter sind.
Er benutzt häufig das kompositorische bzw. improvisatorische Konzept des Pitch Axis (dt. Grundton-Achsen-Theorie), wobei er, vom gleichen Grundton ausgehend, unterschiedliche Skalen (Modi) spielt (beispielsweise E-mixolydisch (Modus mit Dur-Terz und kleiner Septime) und dann E-phrygisch (Modus mit Moll-Terz und kleiner Sekunde)). Er verwendet auch öfter Bluesrock-Licks. Außerdem ist er bekannt für seinen häufigen Einsatz von künstlichen Obertönen (auch genannt: „pinch harmonics“/„artificial harmonics“), die mit einer bestimmten Technik des Plektrums und des Daumens erzeugt werden, die er dann mit dem Tremolo moduliert.

## Satriani vs. Coldplay
Im Dezember 2008 erhob Satriani Klage gegen die Band Coldplay, weil diese die Akkordfolge, Melodie und Dynamik ihres Liedes „Viva la vida“ von seinem Stück „If I Could Fly“ (2004) kopiert habe. Im September 2009 einigten sich beide Parteien außergerichtlich.

## Diskografie
Studioalben

| Jahr | Titel                                              | Höchstplatzierung, Gesamtwochen, AuszeichnungChartplatzierungen (Jahr, Titel, Platzierungen, Wochen, Auszeichnungen, Anmerkungen) | Höchstplatzierung, Gesamtwochen, AuszeichnungChartplatzierungen (Jahr, Titel, Platzierungen, Wochen, Auszeichnungen, Anmerkungen) | Höchstplatzierung, Gesamtwochen, AuszeichnungChartplatzierungen (Jahr, Titel, Platzierungen, Wochen, Auszeichnungen, Anmerkungen) | Höchstplatzierung, Gesamtwochen, AuszeichnungChartplatzierungen (Jahr, Titel, Platzierungen, Wochen, Auszeichnungen, Anmerkungen) | Höchstplatzierung, Gesamtwochen, AuszeichnungChartplatzierungen (Jahr, Titel, Platzierungen, Wochen, Auszeichnungen, Anmerkungen) | Anmerkungen                                                   |
| Jahr | Titel                                              | DE | AT | CH | UK | US | Anmerkungen                                                   |
| ---- | -------------------------------------------------- | --- | --- | --- | --- | --- | ------------------------------------------------------------- |
| 1987 | Surfing with the Alien                             | — | — | — | UK— SilberUK | US29 Platin · (75 Wo.)US | Erstveröffentlichung: 15. Oktober 1987 Verkäufe: + 1.165.000  |
| 1989 | Flying in a Blue Dream                             | — | — | — | UK— SilberUK | US23 Gold · (39 Wo.)US | Erstveröffentlichung: 30. Oktober 1989 Verkäufe: + 567.500    |
| 1992 | The Extremist                                      | DE55 (15 Wo.)DE | — | CH11 (11 Wo.)CH | UK13 (6 Wo.)UK | US22 Gold · (28 Wo.)US | Erstveröffentlichung: 21. Juli 1992 Verkäufe: + 917.500       |
| 1993 | Time Machine                                       | DE87 (4 Wo.)DE | — | — | UK32 (2 Wo.)UK | US95 Gold · (8 Wo.)US | Erstveröffentlichung: 13. Oktober 1993 Verkäufe: + 500.000    |
| 1995 | Joe Satriani                                       | — | — | CH36 (3 Wo.)CH | UK21 (3 Wo.)UK | US51 (7 Wo.)US | Erstveröffentlichung: Oktober 1995 Verkäufe: + 263.922        |
| 1998 | Crystal Planet                                     | DE73 (3 Wo.)DE | — | CH40 (3 Wo.)CH | UK32 (3 Wo.)UK | US50 (8 Wo.)US | Erstveröffentlichung: 3. März 1998 Verkäufe: + 202.416 (US)   |
| 2000 | Engines of Creation                                | — | — | CH86 (3 Wo.)CH | UK78 (1 Wo.)UK | US90 (3 Wo.)US | Erstveröffentlichung: 14. März 2000 Verkäufe: + 111.851 (US)  |
| 2002 | Strange Beautiful Music                            | DE92 (1 Wo.)DE | — | CH78 (3 Wo.)CH | — | US140 (1 Wo.)US | Erstveröffentlichung: 25. Juni 2002                           |
| 2004 | Is There Love in Space?                            | — | — | CH83 (2 Wo.)CH | UK86 (1 Wo.)UK | US80 (2 Wo.)US | Erstveröffentlichung: 13. April 2004                          |
| 2006 | Super Colossal                                     | — | — | CH83 (2 Wo.)CH | — | US86 (2 Wo.)US | Erstveröffentlichung: 14. März 2006                           |
| 2008 | Professor Satchafunkilus and the Musterion of Rock | DE92 (1 Wo.)DE | — | CH67 (2 Wo.)CH | UK75 (1 Wo.)UK | US89 (1 Wo.)US | Erstveröffentlichung: 31. März 2008                           |
| 2010 | Black Swans and Wormhole Wizards                   | DE85 (1 Wo.)DE | AT65 (1 Wo.)AT | CH34 (2 Wo.)CH | UK62 (1 Wo.)UK | US45 (2 Wo.)US | Erstveröffentlichung: 5. Oktober 2010 Verkäufe: + 10.000 (US) |
| 2013 | Unstoppable Momentum                               | DE67 (1 Wo.)DE | AT60 (1 Wo.)AT | CH32 (3 Wo.)CH | UK44 (1 Wo.)UK | US42 (3 Wo.)US | Erstveröffentlichung: 7. Mai 2013 Verkäufe: + 10.000 (US)     |
| 2015 | Shockwave Supernova                                | DE40 (1 Wo.)DE | — | CH13 (3 Wo.)CH | UK22 (1 Wo.)UK | US46 (1 Wo.)US | Erstveröffentlichung: 24. Juli 2015 Verkäufe: + 10.000 (US)   |
| 2018 | What Happens Next                                  | DE51 (1 Wo.)DE | AT53 (1 Wo.)AT | CH9 (4 Wo.)CH | UK40 (1 Wo.)UK | US42 (1 Wo.)US | Erstveröffentlichung: 12. Januar 2018                         |
| 2020 | Shapeshifting                                      | DE61 (1 Wo.)DE | — | CH6 (3 Wo.)CH | UK70 (1 Wo.)UK | — | Erstveröffentlichung: 10. April 2020                          |
| 2022 | The Elephants of Mars                              | DE22 (2 Wo.)DE | AT64 (1 Wo.)AT | CH5 (3 Wo.)CH | UK57 (1 Wo.)UK | — | Erstveröffentlichung: 8. April 2022                           |

| Jahr | Titel             | Anmerkungen                                             |
| ---- | ----------------- | ------------------------------------------------------- |
| 1986 | Not of This Earth | Erstveröffentlichung: 1986 Satrianis erstes Studioalbum |

## Auszeichnungen
Das nach ihm benannte Album Joe Satriani wurde 1997 für einen Grammy nominiert. Außerdem wurden immer wieder einzelne Songs (z. B. You're My World u. a.) für den Grammy nominiert. Insgesamt war Satriani für diesen Preis vierzehnmal nominiert, hat aber bis dato noch keinen verliehen bekommen. 2015 wurde ein Asteroid nach ihm benannt: (274213) Satriani. Im April 2018 erhielt Satriani den Sena European Guitar Award (SEGA).

## Veröffentlichungen
- Surfing with the Alien. Beschreibungen Jesse Gress. Hrsg. Andy Aledort. Cherry Lane Music, Port Chester, NY 1988, ISBN 0-89524-414-4.
- Joe Satriani Guitar Secrets. Mit 41 Privatlehrübungen. Cherry Lane Music, Port Chester, NY 1993, ISBN 0-89524-738-0.
Deutsche Ausgabe: Voggenreiter, Bonn 1993, ISBN 3-8024-0227-8.
- mit Jeff Jacobson, Paul Pappas: Strange Beautiful Music. Cherry Lane Music, New York, NY 2003, ISBN 1-57560-597-X.